# Club Sportiv Energia Târgu Jiu
Il Club Sportiv Energia Târgu Jiu (più comunemente noto come Energia Târgu Jiu) è una squadra di pallacanestro della città di Târgu Jiu in Romania. Milita in Divizia A, la massima divisione del campionato di pallacanestro rumeno. Nel corso della sua storia ha vinto una Coppa di Romania.

## Storia
L'Energia Târgu Jiu è stato fondato nel 2002 come Club Sportiv Energia Rovinari (altra città del Distretto di Gorj) ma ha sempre disputato le proprie gare nella capoluogo Târgu Jiu. Nel 2014 ha vinto la sua prima Coppa di Romania e, pochi mesi più tardi, ha cambiato denominazione assumendo quella attuale.

## Palmarès
- Coppa di Romania: 1

2014